# Оскар Мартінес (тенісист)
Оскар Мартінес (ісп. Óscar Martínez; нар. 9 березня 1974) — колишній іспанський тенісист.
Найвищу одиночну позицію світового рейтингу — 68 місце досяг 10 квітня 1995 року.

## Фінали турнірів ATP за кар'єру

### Одиночний розряд: 1 (0–1)
| Результат | Ранг | Рік  | Турнір        | Покриття | Суперник            | Рахунок            |
| --------- | ---- | ---- | ------------- | -------- | ------------------- | ------------------ |
| Поразка   | 1.   | 1994 | Афіни, Греція | Ґрунт    | Альберто Берасатегі | 6–4, 6–7(4–7), 3–6 |

## Титули на челленджерах

### Одиночний розряд: (3)
| Ранг | Рік  | Турнір                | Покриття | Суперник у фіналі   | Рахунок у фіналі |
| ---- | ---- | --------------------- | -------- | ------------------- | ---------------- |
| 1.   | 1994 | Новий Ульм, Німеччина | Ґрунт    | Вацлав Роубічек     | 6–1, 6–1         |
| 2.   | 1995 | Агадір, Марокко       | Ґрунт    | Богдан Уліграх      | 3–6, 6–3, 6–3    |
| 3.   | 1996 | Салінас, Еквадор      | Тверде   | Луїс Адріан Морехон | 6–2, 6–7, 6–3    |